# Coralie
Cette page présente le prénom Coralie ainsi que ses variantes.
Coralie est un prénom féminin français.

## Étymologie
Le prénom Coralie peut être considéré comme une variante du prénom Cora, lui-même dérivé du nom grec Koré, « jeune fille ». Une autre étymologie peut être le mot français « corail », anciennement écrit coral, qui vient du mot grec korallion.

## Variantes
Cora a pour dérivé Coral, Coralie et ses variantes Coralia, Coralina, Coraline, Corallina, Coraly et Coralyne, ainsi que Corinne et ses variantes Corina, Corine et Corinna.

## Fête
La Sainte-Coralie se fête le 18 mai : comme il n'existe aucune sainte chrétienne du nom de Coralie (ou dérivés), le patron des Coralie est Saint Dioscore pour des raisons étymologiques.

## Popularité
Avant les années 1960, le prénom Coralie n'était pratiquement pas donné en France. Il s'est ensuite progressivement popularisé, connaissant un pic au début des années 1990 avec près de 2500 naissances par an, de 1989 à 1992. Depuis, ce prénom chute progressivement avec seulement 300 naissances en 2006.

## Coralie célèbres
- Coralie Balmy (1987-), nageuse
- Marie-Laure Colin, dit Coralie Clément (1956-2002), actrice française
- Coralie Clément (1978), chanteuse française
- Coralie Gelle, chanteuse du groupe des L5
- Coralie Grévy (1811-1893), compagne du quatrième président de la république française, Jules Grévy
- Coralie Porrovecchio, candidate de télé-réalité et influenceuse, et femme du footballeur Boubacar Kamara.
- Coralie Trinh Thi (1976), actrice.
- Coralie Fargeat (1976),  réalisatrice, scénariste et actrice.

- Pour l'ensemble des articles sur les personnes portant ce prénom, consulter :
  - la liste des articles dont le titre commence par ce prénom
  - les listes produites par Wikidata : Liste des personnes de prénom « Coralie » — même liste en incluant les éventuels prénoms composés qui contiennent « Coralie ».

## Personnages de fiction
Coralie est un personnage d'Honoré de Balzac, héroïne dramatique du roman Illusions perdues.